# Melanargia ines
La medioluto inés (Melanargia ines) es un lépidoptero perteneciente a la familia de las Nymphalidae,  sub familia de las Satyrinae y al género Melanargia.

## Denominación
Melanargia ines fue descrita por Johann Centurius von Hoffmannseggen en 1804.

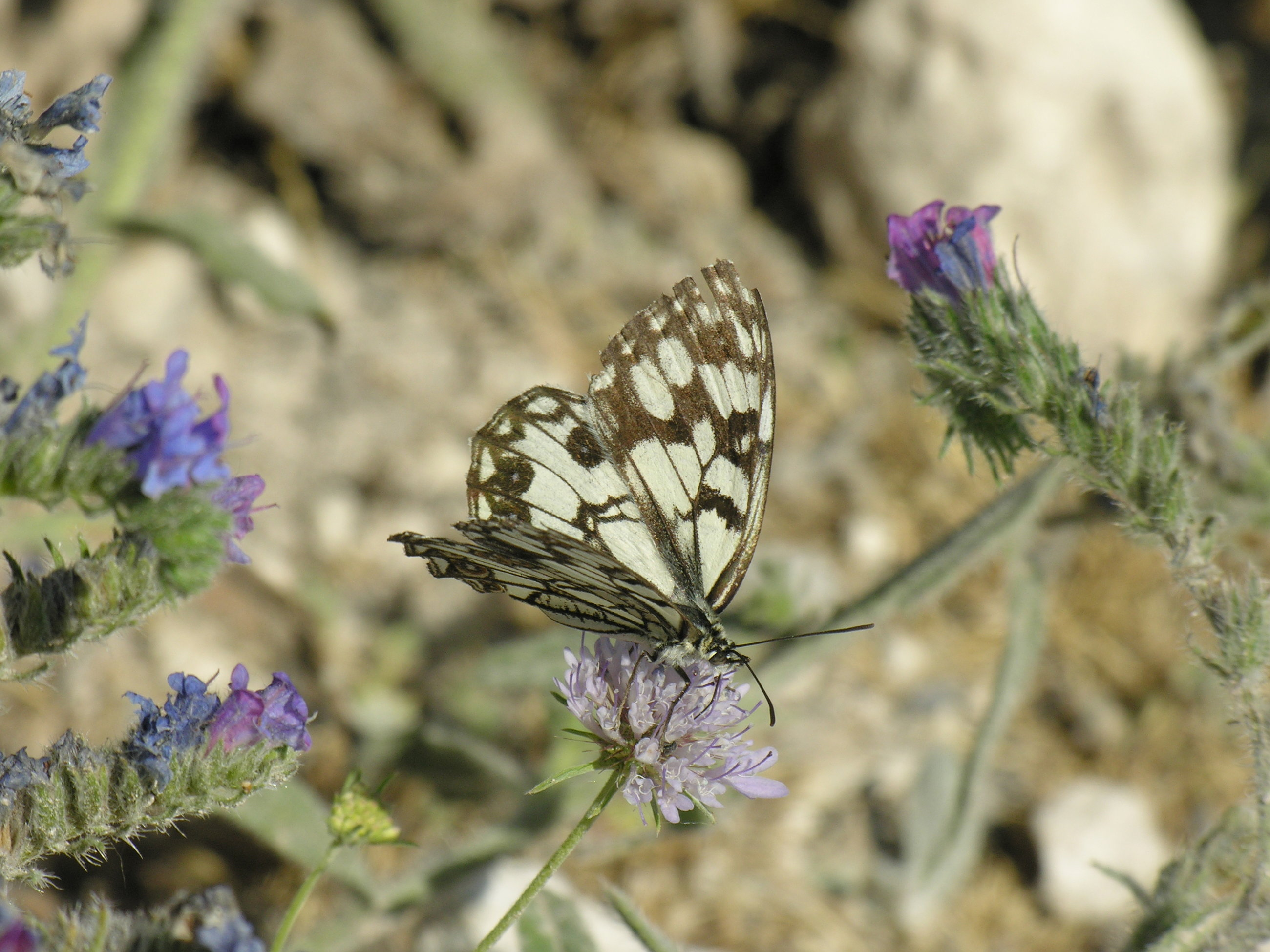
En Francia se la conoce como el Tablero de los Almorávides

### Subespecies
- Melanargia ines ines que presenta diferentes formas :
- Melanargia ines f. hannibal Stauder, 1913; en Argelia a Biskra, El Kantara y Constantina.
- Melanargia ines var. fathme Wagner, 1913; en Túnez.
- Melanargia ines ab. completa Oberthür, 1915; en Argelia a Beni-Ounif.
- Melanargia ines f. minima Houlbert, 1923; en España
- Melanargia ines f. semi-reducta Houlbert, 1923;  en Argelia y Túnez.[3]
- Melanargia ines arahoui Tarrier, 1995 ; a Tizi-n-Taghatine a Marruecos.
- Melanargia ines colossea Rothschild, 1917; a Marruecos en Rabat.
- Melanargia ines henrike Eitschberger, 1972 ;a Algeciras en España.
- Melanargia ines jahandiezi Oberthür, 1922 ; en el Valle de la Reraya a Marruecos.[4]

## Descripción
Es una mariposa de tamaño mediano que presenta en las alas anteriores un dibujo delimitado en negro y blanco con un bocelo en el ápice y en las alas posteriores únicamente los dibujos de los contornos de sus alas con una línea de ocelos.
El dorso dibuja en negro los límites de los dibujos y los ocelos del ápice de las alas anteriores y los ocelos en línea son visibles de color marrón claro pupila azul y un círculo de dos líneas blancas negras alineadas.

## Biología

### Periodo de vuelo e hibernación
Univoltino, el periodo de vuelo se extiende de final marzo a final junio en una sola generación.

### Plantas hospederas
La oruga se alimenta de gramíneas, en particular Brachypodium pinnatum,

## Ecología y distribución
Melanargia ines está presente en África del Norte, Marruecos, Argelia, Túnez y Libia y en todo el Portugal y España (salvo la zona la más al norte).

### Biotopo
Reside en lugares con hierba seca, áreas rocosas, compartiendo hábitat frecuentemente con Melanargia occitanica.

### Amparo
Está en estatus de especie amenazada en Marruecos.

## Especies semejantes de Europa occidental y Magreb
- Melanargia arge - Tablero de Italia, en Italia.
- Melanargia galathea - Mitad Duelo
- Melanargia lachesis - Tablero ibérico.
- Melanargia larissa - Tablero de los Balkans.
- Melanargia occitanica - Tablero de Occitania, en el suroeste de Europa, en África de Norte y en Sicilia.
- Melanargia pherusa - Tablero de Sicilia, en Sicilia.
- Melanargia russiae - Tablero de Rusia, presente del sur de Europa al centro de Asia.

## Vínculos taxonómicos
- Referencia Tree of Life Web Project : Melanargia ines (en)
- Referencia Catálogo of Life : Melanargia ines Archivado el 14 de septiembre de 2016 en Wayback Machine. Hoffmannsegg 1804 Archivado el 14 de septiembre de 2016 en Wayback Machine. (en)
- Referencia Fauna Europaea : Melanargia ines Archivado el 4 de marzo de 2016 en Wayback Machine. (en)